# Tibellus paraguensis
Tibellus paraguensis är en spindelart som beskrevs av Simon 1897. Tibellus paraguensis ingår i släktet Tibellus och familjen snabblöparspindlar. Inga underarter finns listade i Catalogue of Life.